# Kanton Dun-sur-Meuse
Der Kanton Dun-sur-Meuse war von 1790 bis 2015 ein französischer Wahlkreis im Arrondissement Verdun, im Département Meuse und in der Region Lothringen; sein Hauptort war Dun-sur-Meuse. Der Kanton war 167,20 km² groß und hatte 3.312 Einwohner (Stand 2006), was einer Bevölkerungsdichte von 20 Einwohnern pro km² entsprach.

## Gemeinden
Der Kanton bestand aus 17 Gemeinden:
| Gemeinde               | Einwohner Jahr | Fläche km² | Bevölkerungsdichte | Code INSEE | Postleitzahl |
| ---------------------- | -------------- | ---------- | ------------------ | ---------- | ------------ |
| Aincreville            | 82 (2013)      | 9,11       | 9 Einw./km²        | 55004      | 55110        |
| Brieulles-sur-Meuse    | 344 (2013)     | 24,05      | 14 Einw./km²       | 55078      | 55110        |
| Cléry-le-Grand         | 87 (2013)      | 7,18       | 12 Einw./km²       | 55118      | 55110        |
| Cléry-le-Petit         | 191 (2013)     | 4,58       | 42 Einw./km²       | 55119      | 55110        |
| Doulcon                | 444 (2013)     | 8,57       | 52 Einw./km²       | 55165      | 55110        |
| Dun-sur-Meuse          | 698 (2013)     | 6,41       | 109 Einw./km²      | 55167      | 55110        |
| Fontaines-Saint-Clair  | 48 (2013)      | 6,23       | 8 Einw./km²        | 55192      | 55110        |
| Liny-devant-Dun        | 187 (2013)     | 10,90      | 17 Einw./km²       | 55292      | 55110        |
| Lion-devant-Dun        | 172 (2013)     | 15,51      | 11 Einw./km²       | 55293      | 55110        |
| Milly-sur-Bradon       | 177 (2013)     | 10,40      | 17 Einw./km²       | 55338      | 55110        |
| Mont-devant-Sassey     | 106 (2013)     | 8,22       | 13 Einw./km²       | 55345      | 55110        |
| Montigny-devant-Sassey | 129 (2013)     | 9,72       | 13 Einw./km²       | 55349      | 55110        |
| Murvaux                | 149 (2013)     | 14,21      | 10 Einw./km²       | 55365      | 55110        |
| Sassey-sur-Meuse       | 109 (2013)     | 4,33       | 25 Einw./km²       | 55469      | 55110        |
| Saulmory-Villefranche  | 104 (2013)     | 6,85       | 15 Einw./km²       | 55471      | 55110        |
| Villers-devant-Dun     | 52 (2013)      | 7,97       | 7 Einw./km²        | 55561      | 55110        |
| Vilosnes-Haraumont     | 215 (2013)     | 15,41      | 14 Einw./km²       | 55571      | 55110        |

## Bevölkerungsentwicklung
| 1962  | 1968  | 1975  | 1982  | 1990  | 1999  | 2006  | 2012  |
| ----- | ----- | ----- | ----- | ----- | ----- | ----- | ----- |
| 4.164 | 4.020 | 3.683 | 3.500 | 3.447 | 3.344 | 3.312 | 3.306 |